# Дубов, Анатолий Фёдорович
Анатолий Фёдорович Дубов — советский хозяйственный, государственный и политический деятель.

## Биография
Родился в 1935 году. Член КПСС.
В 1974—1978 — секретарь, второй секретарь Кировского райкома КПСС города Ленинграда.
В 1978—1983 — первый секретарь Кировского райкома КПСС города Ленинграда.
В 1983—1986 — второй секретарь Ленинградского горкома КПСС.
Депутат Верховного Совета РСФСР 11-го созыва. Делегат XXVI съезда КПСС.
Жил в Санкт-Петербурге.

## Награды
- Орден Октябрьской Революции (06.04.1981)
- Орден Трудового Красного Знамени

## Сочинения
- Дубов, Анатолий Федорович. Новь рабочей заставы / А. Ф. Дубов. — Ленинград : Лениздат, 1981. — 63 с. : 2 л. ил.; 16 см